# Mycobacterium marinum
Mycobacterium marinum (Syn.: Mycobacterium balnei) ist ein Stäbchenbakterium aus der Familie Mycobacteriaceae. Es tritt sowohl in Süß- als auch in Salzwasser auf.
Es gehört zu den MOTT, den atypischen, nichttuberkulösen Mykobakterien. Es verursacht beim Menschen opportunistische Hautinfektionen, sogenannte Aquarien- oder Schwimmbadgranulome (ICD-10: A31.11 Infektion durch Mycobacterium: marinum [Schwimmbadgranulom]). Die Therapie erfolgt wegen der Verwandtschaft zu Mycobacterium tuberculosis mit Mitteln, die auch gegen die Tuberkulose helfen, wie z. B. Clarithromycin und Rifampicin.
Das Bakterium ist ein Erreger für Fischtuberkulose, eine bei Aquarienfischen häufige Erkrankung.